# 殷勇 (1968年)
殷勇（1968年2月—），男，汉族，江苏泗洪人，中华人民共和国政治人物，中国共产党党员，第十三届全国人民代表大会江苏省代表。

## 生平
2018年，殷勇被选为江苏省出席第十三届全国人民代表大会代表。
现任宿迁市泗洪县邮政分公司归仁支局支局长。

## 相关星图
中华人民共和国第十四届全国人民代表大会代表名单
共2920个词条566.4万阅读